# 皮特基亞蘭塔區

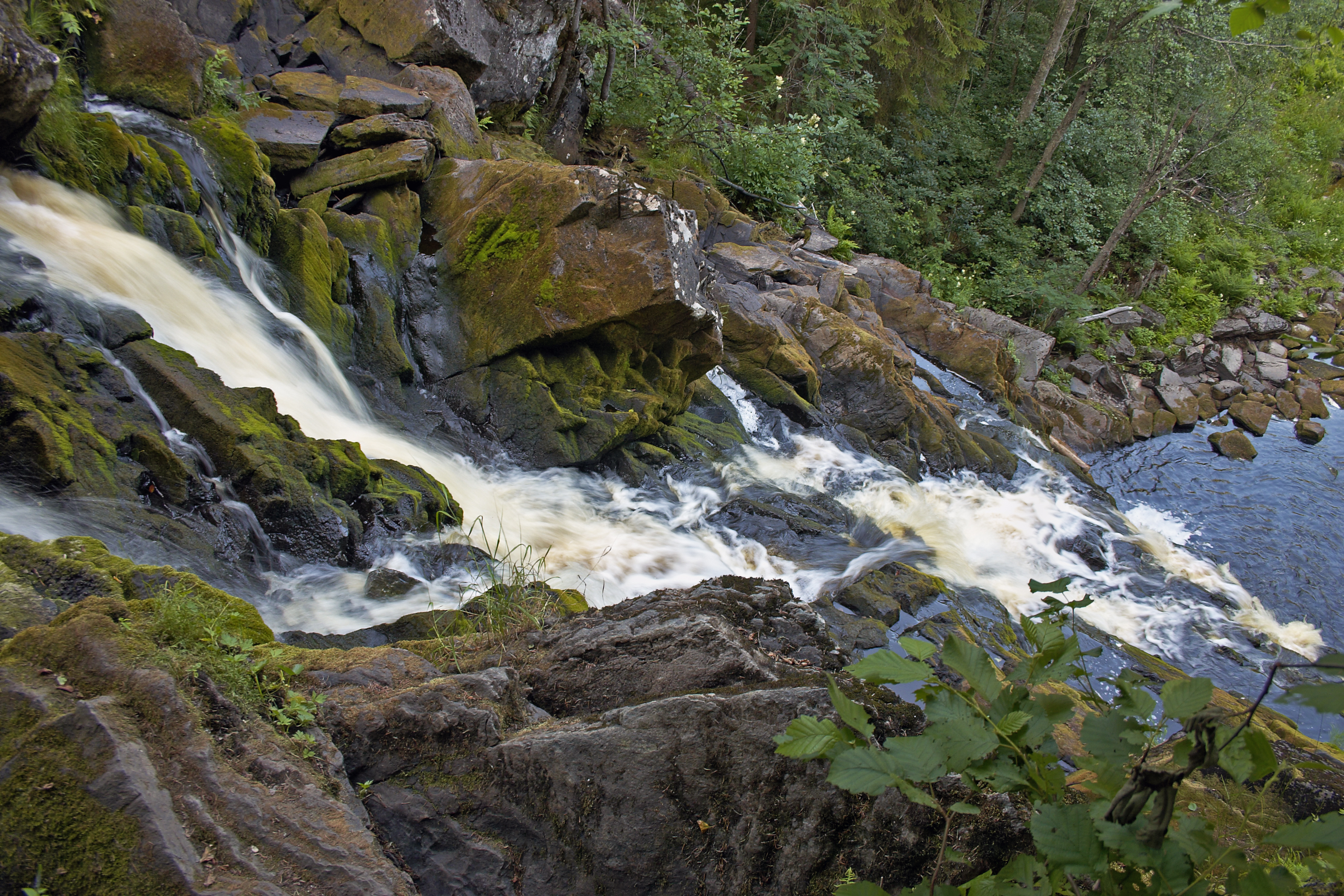

61°16′32″N 31°41′50″E / 61.2756515°N 31.6972149°E
皮特基亞蘭塔區（俄语：Питкярантский район），是俄羅斯的一個區，位於該國西北部，由卡累利阿共和國負責管轄，面積2,300平方公里，2010年人口19,895，人口密度每平方公里8.65人。